# Фільтр (гідрогеологія)
Фільтр (англ. filters in hydrogeology, нім. Filterbohrlöcher m) — в гідрогеології — пристрій, призначений для закріплення стінок водоприймальної частини дренажних і водозабірних свердловин в пухких і напівскельних нестійких водоносних породах. Фільтр складається з робочої (фільтрувальної) частини, відстійника і надфільтрової труби, що виготовляється зі сталі, рідше пластмаси, склопластика, азбоцементу, дерева, пористих кераміки і бетону. У залежності від конструкції розрізнюють дірчасті, щілясті, сітчасті і каркасно-стержневі фільтри; іноді в цих конструкціях застосовується гравійний прошарок товщиною 30-55 мм (гравійні Ф.). Конструкція Ф. вибирається виходячи з ґранулометричного складу водоносних порід. При відкритій розробці застосовуються також зворотні Ф., що складаються з декількох шарів сипучих матеріалів (пісок, гравій, щебінь, галька) з крупністю зерен кожного шару, що збільшується в напрямку фільтрації. Ці фільтри споруджують біля основи піщаних укосів кар'єрів для запобігання фільтраційним деформаціям уступів.